# 横浜市立大学附属病院
公立大学法人横浜市立大学附属病院（こうりつだいがくほうじんよこはましりつだいがくふぞくびょういん、英語: Yokohama City University Hospital）は、神奈川県横浜市金沢区にある医療機関。公立大学法人横浜市立大学が運営する病院である。特定機能病院の承認を受ける。
施設の老朽化が問題になっており、母体である横浜市立大医学部と共に、米軍から根岸住宅地区の返還を受けた跡地に新築移転する構想がある。

## 診療部門
- 総合診療科
- リウマチ・血液・感染症内科
- 呼吸器内科
- 循環器内科
- 腎臓・高血圧内科
- 消化器内科
- 内分泌・糖尿病内科
- 脳神経内科
- 脳卒中科
- 精神科
- 児童精神科
- 小児科
- 心臓血管外科・小児循環器科
- 消化器・一般外科
- 消化器外科
- 呼吸器外科
- 乳腺・甲状腺外科
- 乳腺外科
- 臨床腫瘍科
- 整形外科
- 皮膚科
- 泌尿器科
- 産婦人科
- 眼科
- 耳鼻咽喉科
- 放射線科
- 歯科・口腔外科・矯正歯科
- 麻酔科
- 脳神経外科
- リハビリテーション科
- 形成外科
- 病理診断科
- 救急科
- がんゲノム診断科
- 遺伝子診療科

## 医療機関の指定等
- 保険医療機関
- 労災保険指定医療機関
- 指定自立支援医療機関（更生医療・育成医療・精神通院医療）
- 身体障害者福祉法指定医の配置されている医療機関
- 精神保健指定医の配置されている医療機関
- 生活保護法指定医療機関
- 結核指定医療機関
- 戦傷病者特別援護法指定医療機関
- 原子爆弾被爆者医療指定医療機関
- 原子爆弾被爆者一般疾病医療取扱医療機関
- 公害医療機関
- 特定機能病院
- 災害拠点病院
- 臨床研修指定病院
- 臨床修練指定病院
- がん診療連携拠点病院
- エイズ治療拠点病院
- 特定疾患治療研究事業委託医療機関
- DPC対象病院
- 小児慢性特定疾患治療研究事業委託医療機関
- 地域周産期母子医療センター
- 地域型認知症疾患医療センター

## 事案
- 1967年（昭和42年）7月8日 - 特別食を摂っていた入院患者36人が下痢など食中毒症状を訴える[3]。
- 1999年（平成11年）1月 - 横浜市立大学病院患者取り違え事故(2人の患者を取り違えて手術を行う医療事故を起こす)[4]。
- 2012年（平成24年）10月 - がんの疑いが指摘されていたにもかかわらず、情報共有不足が原因で患者が死亡する医療事故を起こす[5]。
- 2019年（令和元年）7月 - 泌尿器科の医師（40代）が、膀胱癌の患者の生年月日や名前、症状などの個人情報約3400件分を、宛先不明のメールアドレスに誤って送信し、漏洩させた。送信されたデータには、ファイルには、市立大病院も含む神奈川県内の20病院から得た膀胱癌の患者の氏名や症状のほか、既往歴や喫煙の有無などの記載があった[6]。

## 交通アクセス
公式サイト「アクセス」も参照

### 列車
- 金沢シーサイドライン市大医学部駅直結

### 路線バス
- 京急電鉄京急本線金沢文庫駅東口から京急バス：文19系統「金沢工業団地循環」で「福浦海岸」下車（運行ダイヤ注意）

### 車
- 国道357号「金沢柴町」交差点を市大病院方面へ
- 首都高速湾岸線「幸浦出入口」・横浜横須賀道路「並木IC」から市大病院・八景島方面へ